# جيفري غارتن
جيفري غارتن (بالإنجليزية: Jeffrey Garten)‏ هو شخصية أعمال وصحفي وجندي واقتصادي أمريكي، ولد في 29 أكتوبر 1946.

## وصلات خارجية
- جيفري غارتن على موقع إن إن دي بي (الإنجليزية)